# Chalupská slať
Chalupská slať (deutsch Großer Königsfilz) ist ein Hochmoor im Biosphärenreservat Šumava. Es beherbergt den mit 1,3 ha größten Moorsee Tschechiens.

## Geographie
Das Naturschutzgebiet liegt auf einer Höhe von 897–920 m nördlich von Borová Lada und hat eine Größe von 240 ha. Südwestlich verläuft die Warme Moldau, in die der Vydří potok fließt, in dessen Tal das Moor liegt.

Die Torfschicht erreicht eine Dicke von bis zu 7 m und ein geschätztes Volumen von 2.340.000 m³. Der Moorsee selbst hat eine Fläche von 1,3 ha. Das eigentliche Moor Chalupská slať macht mit 137 ha Torffläche den größten Teil des Naturschutzgebiets aus, der Rest gehört zum kleineren, nördlich gelegenen Novosvětská slať.

## Flora und Fauna
Chalupská slať ist gekennzeichnet durch schwimmende Inseln und Schwingrasen, sowie typische Moorfauna wie z. B. Rundblättrigen Sonnentau, Zwergbirken, Blumenbinsen oder auch Rosmarinheide. Auch der Hochmoorgelbling ist hier zu finden.

## Geschichte
Im 19. Jahrhundert wurde im Moor vor allem Torf gestochen, was zu Schäden an einigen Teilen des Moores führte.
Seit 1974 existiert ein 260 m langer Bohlenweg, der bis in die Mitte des Moores zum Seeufer führt und über den man das sonst unzugängliche Moor besichtigen kann. Mit der Errichtung des Nationalparks Šumava wurde das Moor Teil der Zone I, die besonders schützenswerte, naturbelassene Biotope enthält.